# Mário Jorge da Fonseca Hermes
Mário Jorge da Fonseca Hermes (Rio de Janeiro, 14 de agosto de 1926 - Rio de Janeiro, 28 de junho de 2019) foi um basquetebolista brasileiro.

## Carreira
Filho de Mário Assis da Fonseca Hermes e de Zaira Jorge da Fonseca Hermes. Os marechais Deodoro e Hermes da Fonseca são, respectivamente, seus tio-bisavô e tio-avô.
Ingressou na Escola Naval como aspirante em março de 1944, foi sendo promovido na Marina do Brasil nos anos seguintes. Em abril de 1958, foi designado ajudante-de-ordens no gabinete do ministro da Marinha, almirante Antônio Alves Câmara Júnior.
Em 1976 foi adido naval junto à embaixada do Brasil nos Estados Unidos. Foi também delegado do Brasil na Junta Interamericana de Defesa, e membro da Comissão Mista de Defesa Brasil-Estados. Em 1981 foi promovido a vice-almirante. Em janeiro de 1988, foi transferido para a reserva remunerada.
No esporte, Mário Hermes começou a carreira em 1941 no Clube Central de Niterói (RJ). Mas foi pela equipe de basquetebol do Clube de Regatas do Flamengo que ele se destacou, fazendo parte da equipe que foi decacampeã carioca entre 1951 e 1960. Pela Seleção Brasileira, ele foi medalhista de bronze nos Jogos Pan-Americanos de 1951, disputou a Olimpíada de Helsinque, em 1952, sendo porta-bandeira da delegação do Brasil., e foi medalhista de prata no Mundial de 1954.
Em 1988, o ele aceitou o convite da Confederação Brasileira de Basquete para exercer atividade não remunerada na entidade. Chefiou as delegações brasileiras de basquete no Campeonato Sul-Americano no Equador (1989); na Copa América de Basquete no México (1989); nos “Good Will Games” em Seattle, nos EUA (1990) e no Campeonato Mundial na Argentina (1990).
Em 2007, ele desfilou com a tocha dos Jogos Pan-americanos daquele ano, que foram disputados no Rio de Janeiro.
Casou-se com Carmem Alba Igrejas da Fonseca Hermes, com quem teve três filhos. Faleceu aos 92 anos, em 28 de junho de 2019, foi sepultado em Niterói.